# Berguedà
Berguedà est une comarque catalane d'Espagne, située dans la province de Barcelone. Son chef-lieu est Berga.

## Carte
| Anoia Bages Segarra Solsonès Conca de · Barberà Moianès Osona Berguedà Basse · Cerdagne Alt · Urgell Pallars · Sobirà Val d'Aran Alta · Ribagorça Pallars · Jussà Noguera Urgell Pla · d'Urgell Segrià Garrigues Alt · Penedès Baix · Llobregat Barcelonès Vallès · Occidental Maresme Vallès · Oriental Ripollès Garrotxa Alt Empordà Pla de · l'Estany Gironès Selva Baix · Empordà Garraf Baix · Penedès Tarragonès Alt · Camp Baix · Camp Priorat Ribera · d'Ebre Terra · Alta Baix Ebre MontsiàFrance Pyrénées-Orientales Ariège Haute · Garonne Andorre Aragon Communauté valencienneMer Méditerranée |

## Géographie

### Localisation
Elle fait partie des Comarques centrales et est limitrophe des comarques de la Basse-Cerdagne au nord, de Ripollès au nord-est, d'Osona au sud-est, de Bages au sud, de Solsonès à l'ouest et de l'Alt Urgell au nord-ouest.

### Géologie et relief
La moitié septentrionale de la comarque de Berguedà est connue sous le nom de Haut Berguedà et est constituée par le bassin supérieur du Llobregat et de divers éléments du piémont pyrénéen, parmi lesquels la Serra del Cadí et la Serra de Moixeró.
La moitié méridionale de la comarque est connue sous le nom de Bas Berguedà et se situe au nord de la dépression centrale de la Catalogne.

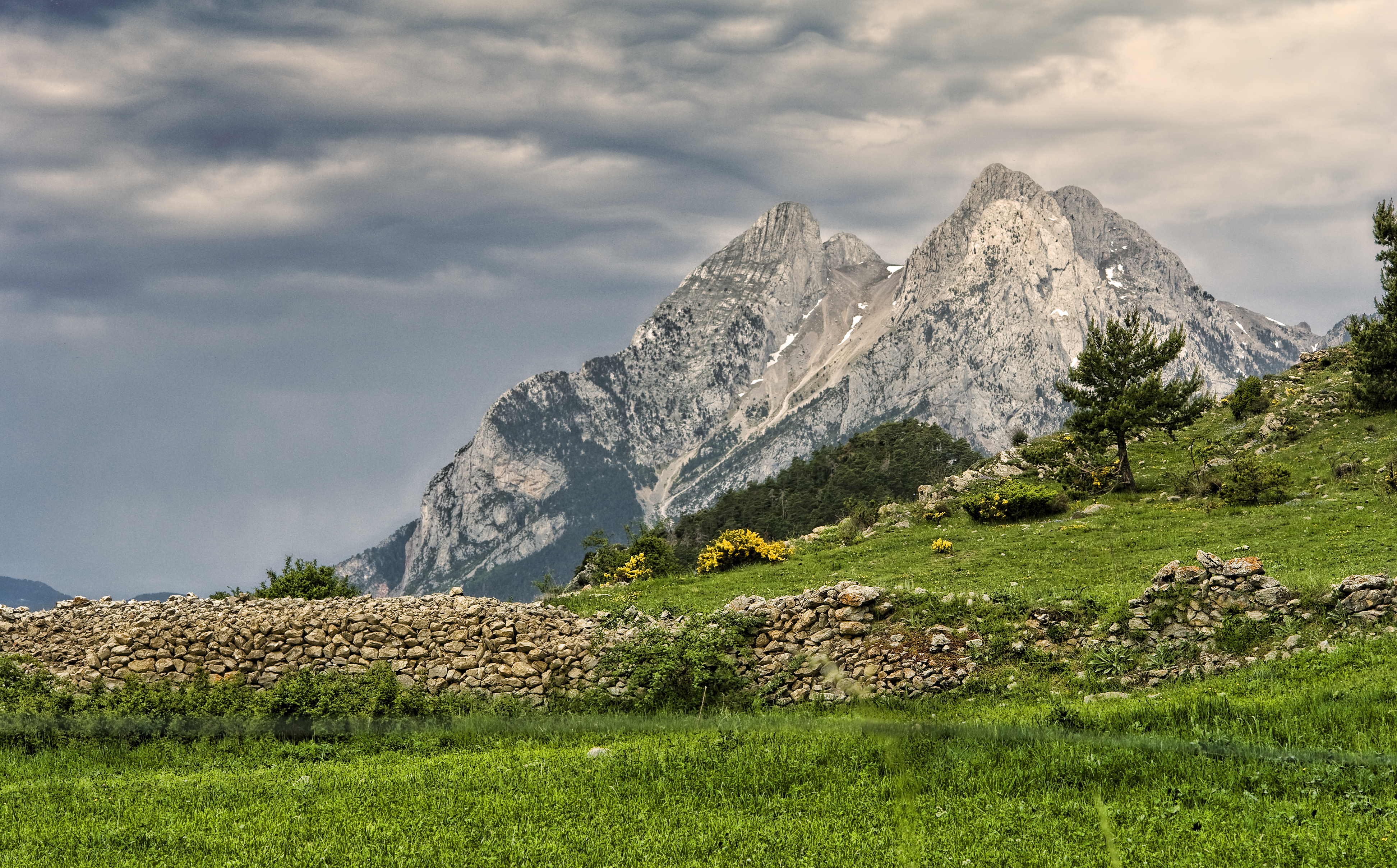
Pedraforca

## Communes
| Communes                 | Habitants |
| ------------------------ | --------- |
| Avià                     | 1 935     |
| Bagà                     | 2 119     |
| Berga                    | 15 437    |
| Borredà                  | 498       |
| Capolat                  | 70        |
| Casserres                | 1 547     |
| Castell de l'Areny       | 66        |
| Castellar de n'Hug       | 197       |
| Castellar del Riu        | 138       |
| Cercs                    | 1 376     |
| L'Espunyola              | 270       |
| Fígols                   | 50        |
| Gironella                | 4 908     |
| Gisclareny               | 30        |
| Guardiola de Berguedà    | 937       |
| Gósol                    | 225       |
| Montclar                 | 121       |
| Montmajor                | 457       |
| Nou de Berguedà          | 155       |
| Olvan                    | 896       |
| Pobla de Lillet          | 1 359     |
| Puig-reig                | 4 225     |
| Quar                     | 70        |
| Sagàs                    | 146       |
| Saldes                   | 325       |
| Sant Jaume de Frontanyà  | 27        |
| Sant Julià de Cerdanyola | 240       |
| Santa Maria de Merlès    | 154       |
| Vallcebre                | 270       |
| Vilada                   | 515       |
| Viver i Serrateix        | 192       |